# Pose de la quille

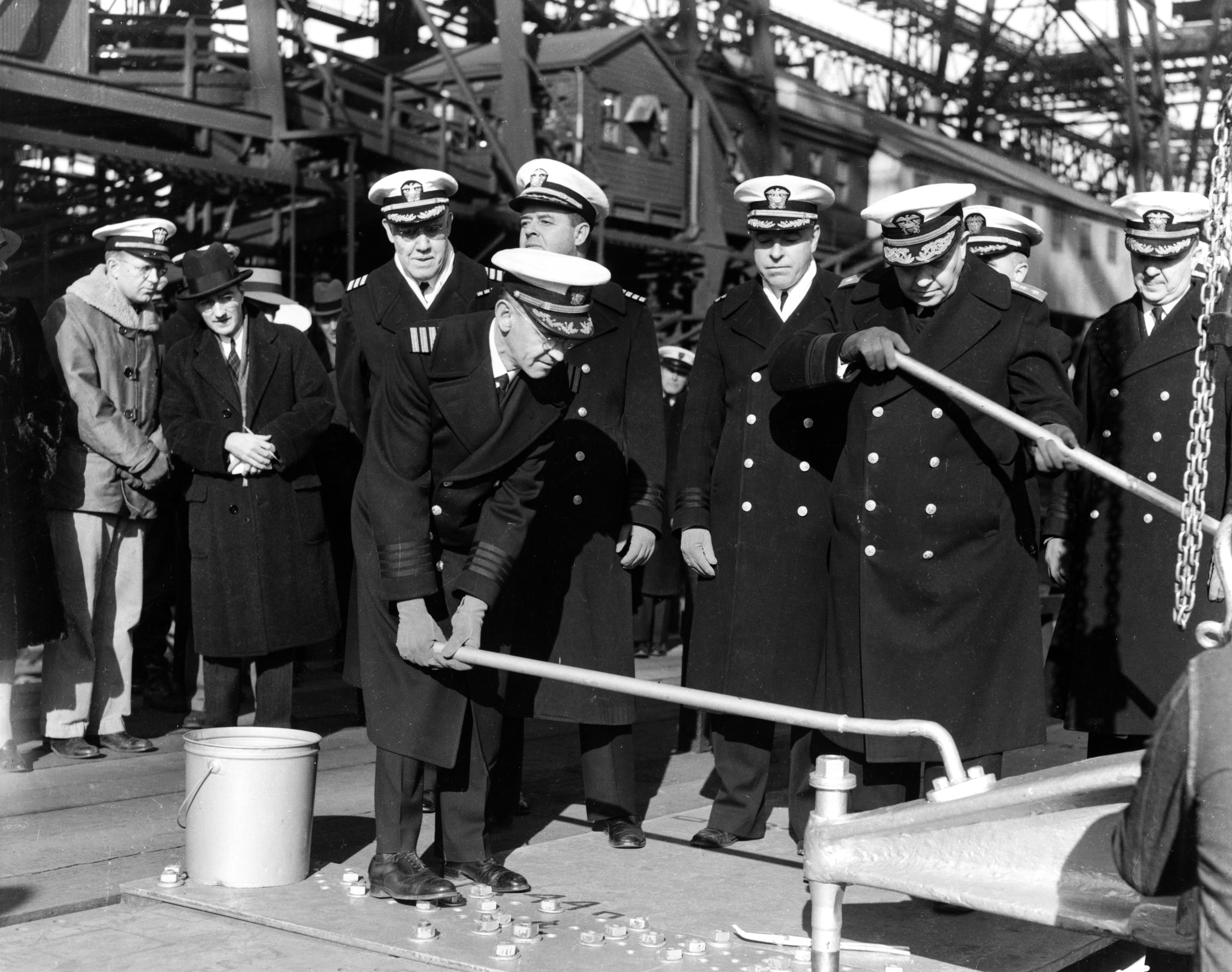
Pose du premier rivet (ou rivet "d'or") lors de la pose de la quille de l' en 1941.

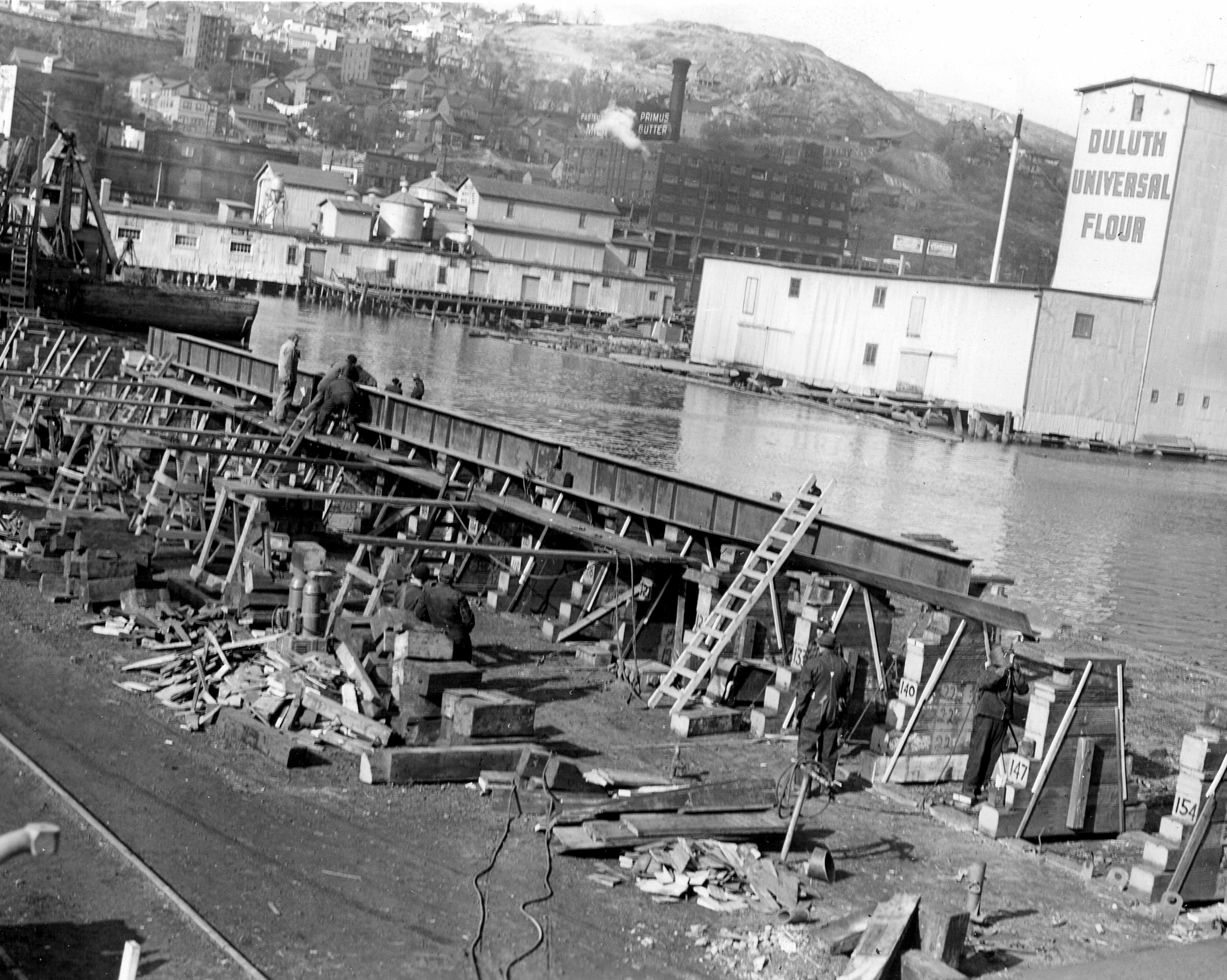
Pose de la quille de l’USCGC Mariposa (WLB-397) en 1943.

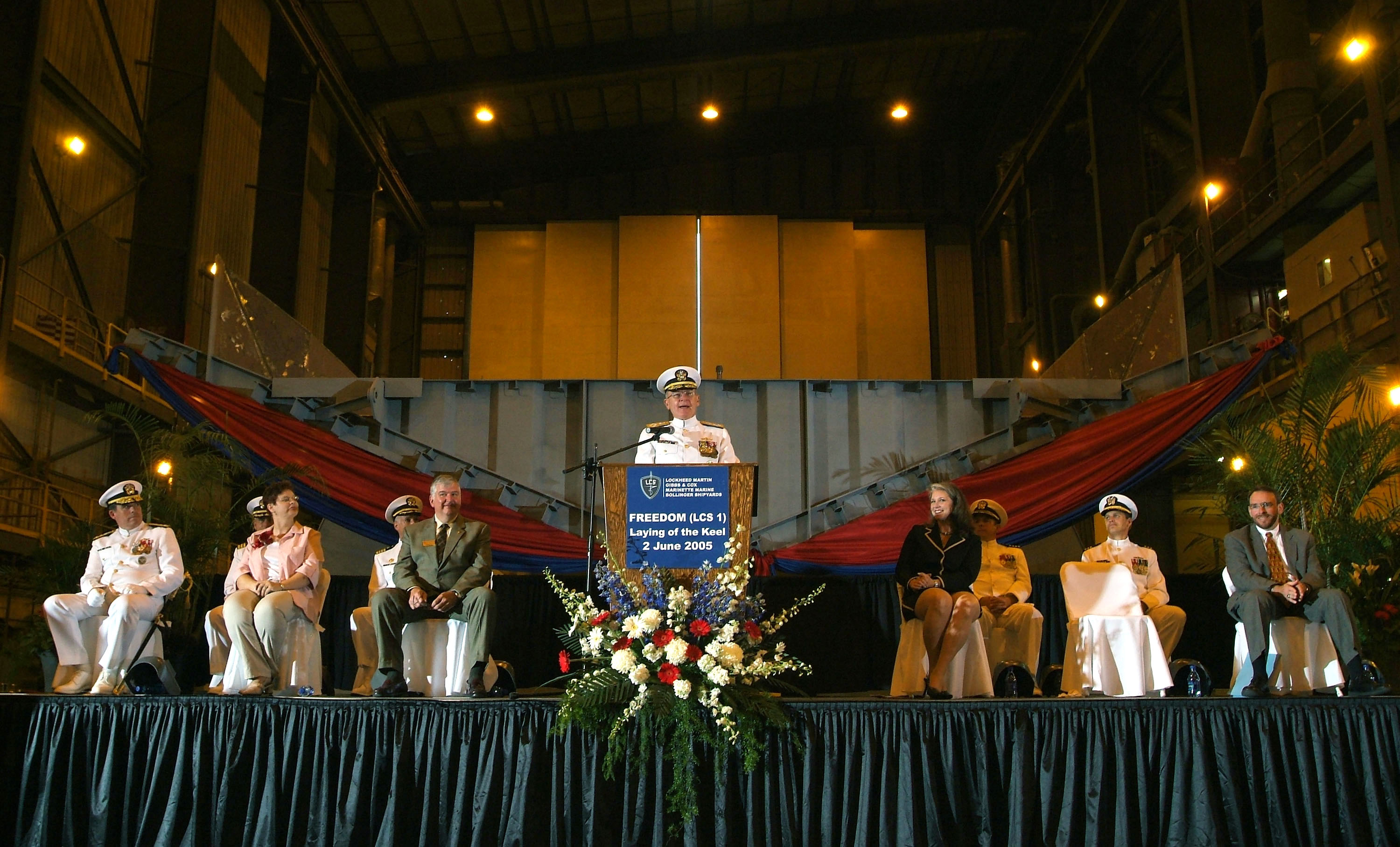
Cérémonie de pose de la quille de l' en 2005. À Noter le module préfabriqué en arrière-plan.

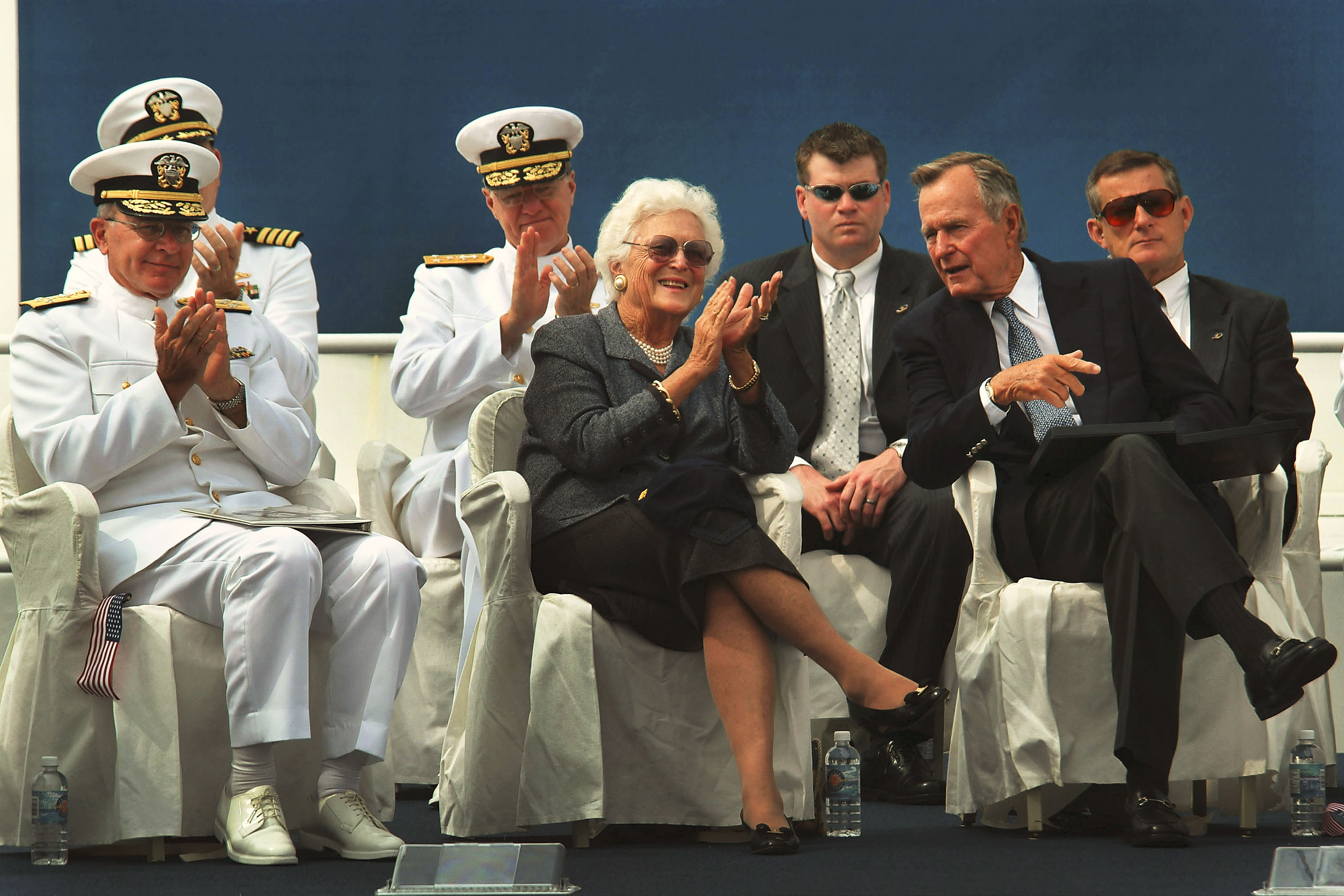
Dignitaires lors de la cérémonie de pose de la quille de l' en 2003.

La pose de la quille est la reconnaissance officielle du début de la construction d'un navire. Elle est souvent marquée par une cérémonie en présence de dignitaires de la société de construction navale et des futures propriétaires du navire.
La pose de la quille est l'un des quatre événements célébrés dans la vie d'un navire : les autres sont le lancement, la mise en service et la mise hors service.

## Historique
Historiquement, la pose de la quille consistait en le placement initial de la poutre centrale constituant l'épine dorsale d'un navire, appelé la quille. Comme les navires en acier remplacèrent ceux en bois, elle céda la place à une poutre centrale en acier. Les navires modernes sont maintenant en grande partie construits avec des sections préfabriquées, plutôt que la coque soit construite autour d'une quille unique. L'événement reconnu comme la pose de la quille est le premier assemblage de composants modulaires, ou la descente du premier module dans le chantier naval. Il est maintenant souvent appelé « authentification de quille », et la cérémonie marque le début officiel de la vie du navire, bien que les modules puissent avoir été commencés des mois avant cette étape de la construction,,.

## Tradition
Les traditions liées à la pose de la quille depuis l'époque des navires en bois sont censées porter chance au navire pendant la construction et au capitaine et à l'équipage plus tard durant sa carrière opérationnelle. La tradition inclut le placement par le plus jeune apprenti d’une pièce de monnaie nouvellement frappée, sous la quille et la construction du navire au-dessus. Lorsque le navire était terminé, le bloc de chêne sur lequel la quille est posée était présenté aux propriétaires,.

## Tradition dans la marine américaine
La première étape de l'histoire d'un navire est généralement une simple cérémonie marquant la pose de la quille. Les invitations à la cérémonie sont émises par les responsables du chantier naval, et ils conduisent la cérémonie. Le constructeur peut être le commandant d'un chantier naval ou le président d'une entreprise privée. Le futur nom du navire, sans le "USS", est mentionné dans l'invitation, s’il est connu; sinon seul son type et son nombre sont donnés, par exemple, DD 2217.